# Lacosamidă
Lacosamida este un medicament utilizat ca agent antiepileptic, în tratamentul unor tipuri de epilepsie. Căile de administrare disponibile sunt intravenoasă și orală.

## Utilizări medicale
Lacosamida este utilizată în monoterapie și terapie adjuvantă în tratamentul crizelor convulsive parțiale, cu sau fără generalizare secundară, la adulți și copii cu vârsta mai mare de 4 ani.  Formularea intravenoasă este utilizată atunci când cea orală nu este posibilă, ca tratament de scurtă durată.